# Rewers (film)
Rewers – polska czarna komedia filmowa z 2009 w reżyserii Borysa Lankosza na podstawie scenariusza Andrzeja Barta.
Akcja filmu toczy się na początku lat 50. XX wieku, w szczytowym okresie PRL-owskiego stalinizmu. Jego główne bohaterki – Sabina (Agata Buzek), jej matka Irena (Krystyna Janda) oraz babka (Anna Polony) – próbują stawić czoła wkradającemu się coraz bardziej w ich życie funkcjonariuszowi Urzędu Bezpieczeństwa, Bronisławowi (Marcin Dorociński).
Rewers był wielokrotnie nagradzany na polskich festiwalach filmowych, zbierając między innymi Złote Lwy na Festiwalu Polskich Filmów Fabularnych oraz Orła za najlepszy film; na obu festiwalach z uznaniem spotkały się również między innymi muzyka Włodzimierza Pawlika oraz aktorstwo Agaty Buzek. Film otrzymał też nagrodę FIPRESCI na Warszawskim Festiwalu Filmowym.

## Fabuła
Zasadnicza akcja filmu rozgrywa się w Warszawie w roku 1952 i skupia się na trzech bohaterkach. Najmłodsza z nich – literatka Sabina, która pracuje w wydawnictwie Nowina w dziale poezji, jest skromna i bojaźliwa. Jej matka oraz babka próbują ją wydać za mąż. Zapraszają do domu potencjalnych narzeczonych, jednak z różnych powodów Sabina ich nie akceptuje. Jeden z nich – księgowy Józef – upija się podczas wizyty u Sabiny, po czym stacza się pod stół.
Pewnego dnia, wracając wieczorem do domu, Sabina zostaje napadnięta przez dwóch bandytów. Ratuje ją nieznajomy, który uderza jednego z bandytów i zmusza drugiego do ucieczki. Przedstawia się jako Bronisław Falski i odprowadza przerażoną Sabinę do domu. Nowy znajomy wyróżnia się ogładą, a w następnych dniach zabiega o względy dziewczyny. Przynosi jej kwiaty, dzwoni do niej w pracy, odwiedza ją w domu. Sabina jest zauroczona Bronisławem, a matka i babka okazują zadowolenie tym, że dziewczyna znalazła narzeczonego. Potem raptownie Bronisław znika na dłuższy czas. Kobiety okazują zaniepokojenie, jednakże po pewnym czasie Bronisław wraca, odwiedza Sabinę i proponuje jej małżeństwo. W trakcie spotkania gwałci ją, a zaraz potem próbuje zmusić do szpiegowania dyrektora Nowiny. Sabina odkrywa, że Bronisław jest funkcjonariuszem Urzędu Bezpieczeństwa. Nie chce donosić na swojego szefa, uznając go za niewinnego. Kiedy Bronisław szantażuje Sabinę, dziewczyna w ukryciu dolewa truciznę do wódki i częstuje nią mężczyznę. Ten, wypiwszy truciznę, umiera w konwulsjach. Sabina znajduje pistolet Bronisława i próbuje popełnić samobójstwo. Powstrzymuje ją przed tym wracająca do mieszkania matka. Kobiety decydują się zabrać zwłoki funkcjonariusza na poddasze do pracowni Arkadego, brata Sabiny. Tam rozpuszczają ciało w kwasie, a w następnych dniach wynoszą z domu inne rzeczy Bronisława.
W trakcie operacji pozbywania się zwłok przez kobiety do pracowni powraca Arkady z pijanymi kolegami. W jednym pokoju rozkręca się impreza, tymczasem w pomieszczeniu obok rozkładają się zwłoki Bronisława. Kobiety wyniesione zwłoki zakopują na placu budowy Pałacu Kultury. Po kilku miesiącach Sabina odkrywa, że jest w zaawansowanej ciąży. W jej obecności ubecy aresztują dyrektora wydawnictwa, a inni funkcjonariusze prowadzą poszukiwania Bronisława. 5 marca 1953 Sabina z matką dowiadują się z megafonów o śmierci Józefa Stalina.
Akcja filmu przenosi się w czasy współczesne, gdy Sabina spotyka się ze swoim synem Markiem, wyglądającym podobnie do jej dawnego narzeczonego. Sabina zapala znicz przy Pałacu Kultury.

## Obsada
Źródło: Filmpolski.pl

- Agata Buzek – Sabina Jankowska
- Krystyna Janda – Irena, matka Sabiny
- Anna Polony – babka Sabiny
- Marcin Dorociński – Bronisław Falski vel Toporek
- Łukasz Konopka – Arkadiusz, brat Sabiny
- Adam Woronowicz – pan Józef, księgowy
- Bronisław Wrocławski – dyrektor Barski
- Błażej Wójcik – poeta Marcel Wodzicki
- Jerzy Bończak – dostojnik 1 (Zygmunt)
- Jacek Poniedziałek – dostojnik 2
- Joachim Lamża – generał
- Olena Leonenko – generałowa
- Marek Probosz – Jason, przyjaciel syna Sabiny
- Jerzy Moes – sąsiad
- Marcin Czarnik – ubek u generała
- Grzegorz Stosz – kierowca dostojników
- Andrzej Deskur – ubek w wydawnictwie
- Piotr Grabowski – ubek w wydawnictwie
- Justyna Grzybek – Zosia

Obsada dubbingu: Maria Garbowska (jako Sabina Jankowska współcześnie)

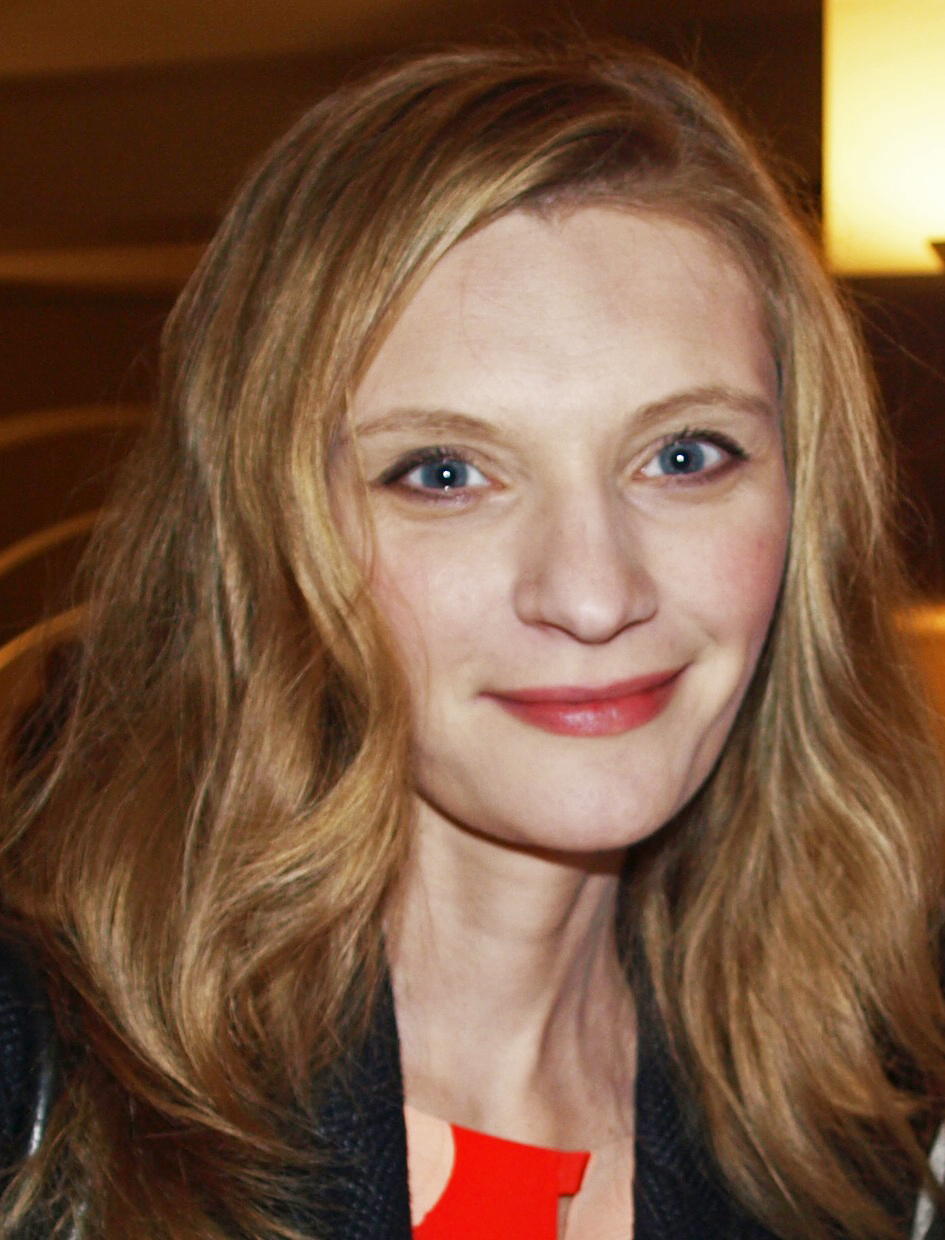
Agata Buzek
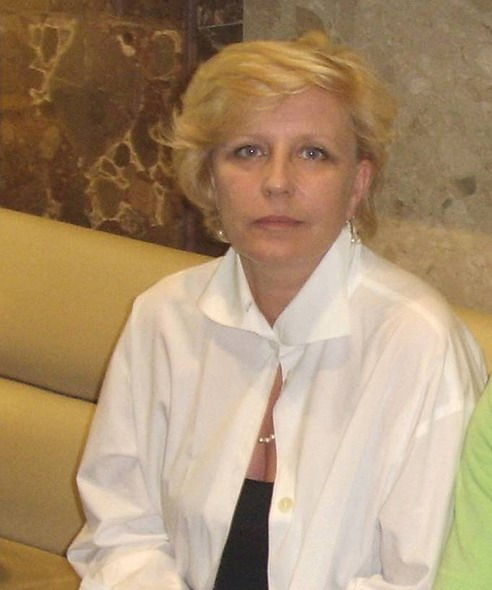
Krystyna Janda
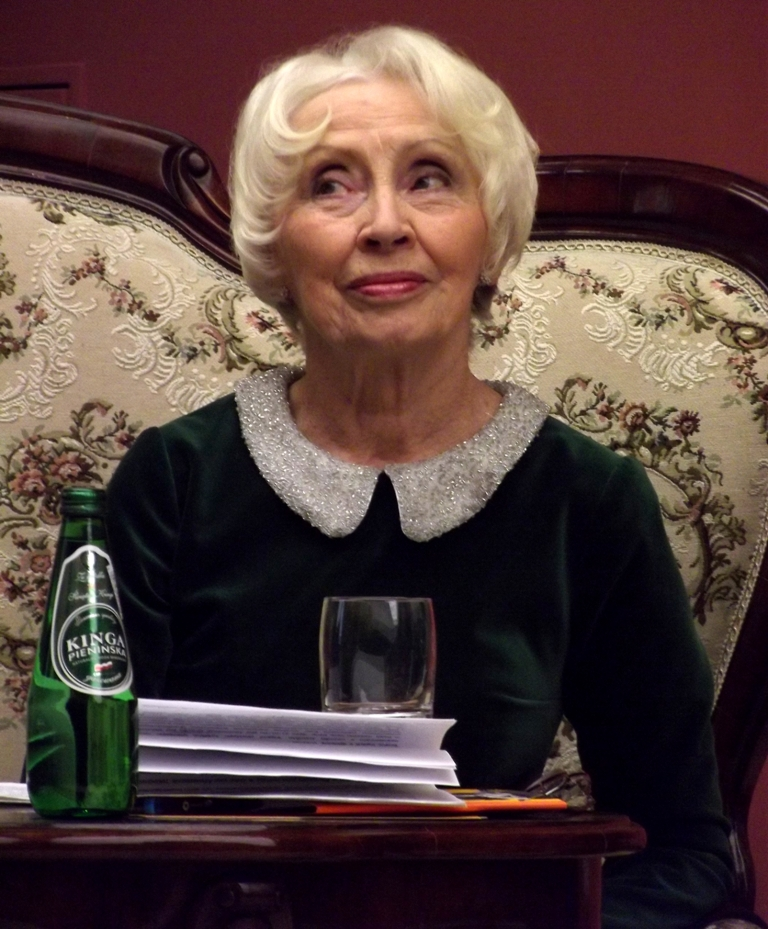
Anna Polony
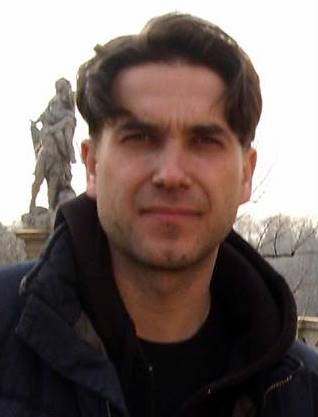
Marcin Dorociński

## Produkcja

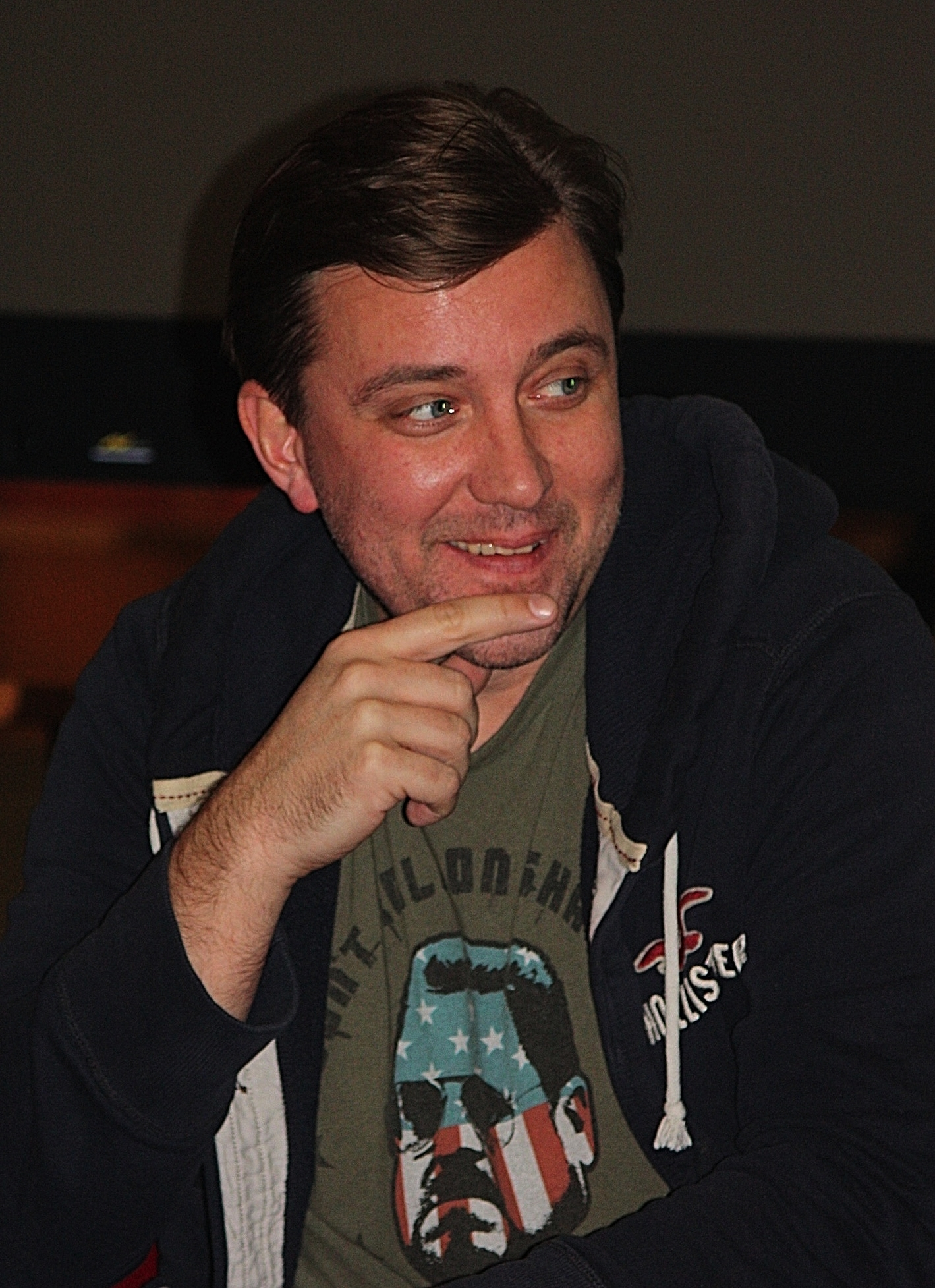
Borys Lankosz, reżyser filmu (2015)

Rewers powstał w Studiu Filmowym „Kadr” przy wsparciu spółki Syrena Films oraz Wytwórni Filmów Dokumentalnych i Fabularnych. Za produkcję filmu odpowiadał Jerzy Kapuściński, któremu kierownictwo nad „Kadrem” umożliwił minister kultury Bogdan Zdrojewski. Kapuścińskiego zainteresował napisany przez Andrzeja Barta scenariusz, który polecił producentowi Borys Lankosz, wieloletni przyjaciel Barta przymierzający się do debiutu fabularnego. Lankosz zaproponował przedtem Bartowi, aby „napisał scenariusz o kobietach. A to dlatego, że kobiety wydają mi się ciekawsze niż mężczyźni. Uważam, że są mądrzejsze, że o wiele więcej się uczą – o życiu, świecie, sobie samych i o mężczyznach”.
Kapuściński dostał dofinansowanie zarówno od Ministerstwa Kultury i Dziedzictwa Narodowego, jak i od Polskiego Instytutu Sztuki Filmowej (1 milion złotych), co przy łącznym budżecie ponad 4 milionów złotych pozwoliło jego studiu ukończyć prace nad Rewersem (w tym postprodukcję) w ciągu roku. W pracach nad filmem brali udział scenografowie Magdalena Dipont i Robert Czesak, kostiumolożka Magdalena Biedrzycka, kompozytor Włodek Pawlik oraz operator Marcin Koszałka; Lankosz wczuł się w realia epoki stalinowskiej, oglądając materiały archiwalne i kroniki oraz zapoznając się z Dziennikami Leopolda Tyrmanda. Zdjęcia plenerowe powstały w Warszawie. Okres zdjęciowy trwał od 24 lutego do 20 maja 2009. Przedpremierowe pokazy odbyły się w ramach Konkursu Głównego 34. Festiwalu Polskich Filmów Fabularnych w Gdyni.

### Ścieżka dźwiękowa

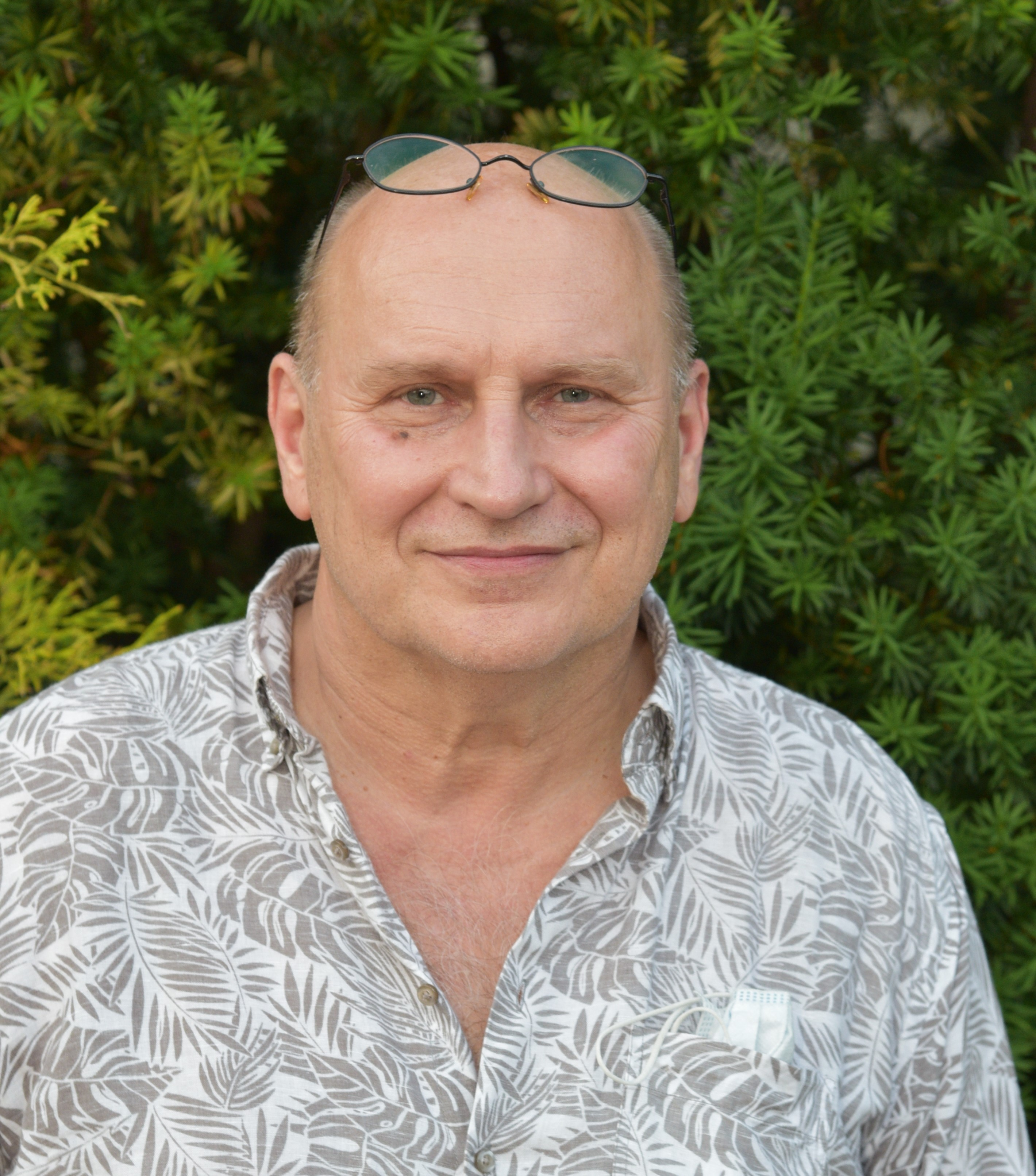
Włodek Pawlik, kompozytor muzyki do Rewersu

Ścieżka dźwiękowa do filmu Rewers autorstwa Włodka Pawlika ukazała się w 2009 roku nakładem Polskiego Radia. Pawlik wyeksponował w swej muzyce dźwięki trąbek, fortepianu, kontrabasu oraz perkusji. Oprócz jazzowej stylizacji w Rewersie pojawiają się utwory o tonacji pastiszowej, na przykład melodramatyczny motyw „Pierwszy Pocałunek” oraz nagrane z użyciem dzwonów „Babcia”, „Gwałt” i „Morderstwo”.
| Rewers OST – 2009 | Rewers OST – 2009        | Rewers OST – 2009 |
| Nr                | Tytuł utworu             | Długość           |
| ----------------- | ------------------------ | ----------------- |
| 1.                | „Warszawa 1952”          | 2:26              |
| 2.                | „Gabinet Dyrektora”      | 1:26              |
| 3.                | „Poeta”                  | 2:09              |
| 4.                | „Moneta”                 | 0:55              |
| 5.                | „Pracownia Arkadiusza”   | 1:26              |
| 6.                | „Pan Józef – Księgowy”   | 2:31              |
| 7.                | „Bandyci”                | 1:12              |
| 8.                | „Winda”                  | 1:01              |
| 9.                | „Kawiarnia MDM”          | 1:14              |
| 10.               | „Sabina”                 | 1:24              |
| 11.               | „Generał”                | 1:01              |
| 12.               | „Pierwszy Pocałunek”     | 1:24              |
| 13.               | „Babcia”                 | 0:43              |
| 14.               | „Gwałt”                  | 1:28              |
| 15.               | „Morderstwo”             | 3:48              |
| 16.               | „Trup”                   | 2:43              |
| 17.               | „Zacieranie Śladów”      | 1:57              |
| 18.               | „Zatrute Obrazy”         | 1:19              |
| 19.               | „Futerał”                | 3:04              |
| 20.               | „Aresztowanie Dyrektora” | 1:09              |
| 21.               | „Stalin”                 | 1:23              |
| 22.               | „Stalin”                 | 3:16              |
|                   |                          | 38:59             |

## Odbiór
Premiera Rewersu odbyła się 13 listopada 2009. W ciągu 66 dni emisji w polskich kinach dochód ze sprzedaży biletów osiągnął 6 505 301 zł. Rewers był polskim kandydatem do Oscara dla najlepszego filmu nieanglojęzycznego, przyznawanego podczas 82. ceremonii wręczenia Oscarów przez Amerykańską Akademię Sztuki i Wiedzy Filmowej, ale nie został nominowany.
Rewers był na ogół pozytywnie przyjmowany przez polskich krytyków. Przemysław Piotr Damski z portalu Histmag.org opisywał film Lankosza jako „niezwykły”, niemożliwy do jednoznacznej klasyfikacji: ani jako dramat, ani jako komedia, lecz po prostu „bardzo dobry film”. Damski zauważył, iż „reżyser celowo pozbawia śmierć sacrum. Ustami Krystyny Jandy informuje nas, że śmierć czeka każdego i nie warto się tym przejmować”. Janusz Wróblewski w recenzji dla „Polityki” przyznawał, iż „surrealistyczna historia weń [w filmie] wpisana została przedstawiona w niesłychanie lekki, nowoczesny sposób. Bliżej Munka aniżeli Wajdy”. Wróblewski doceniał zarazem to, że Rewers „pokazuje to, do czego nasze kino nie było zdolne przez ponad pół wieku. Nie tylko przyznaje rację zwyczajnym ludziom, którzy nie mieli nic wspólnego z heroizmem walczącej opozycji. Dowodzi zarazem nierozłączności tych doświadczeń”. Według Łukasza Maciejewskiego z „Dziennika” Bart oraz Lankosz stworzyli „wspaniale skonstruowaną hybrydę, w której jest trochę «filmu noir», bardzo dużo komedii rodzajowej, odrobinę thrillera, a nawet horror. Wszystko odpowiednio dozowane, elegancko i z klasą przyprawione, w swojej kategorii – po prostu znakomite”. Tadeusz Sobolewski z „Gazety Wyborczej” z kolei podkreślał, że gatunkowy eklektyzm służył Lankoszowi i Bartowi do ukazania niejednoznaczności ludzkich postaw w epoce stalinizmu. Sobolewski pisał, że Rewers unika „zakłamania, jakie się wdaje w naszą ocenę przeszłości – społecznej czy rodzinnej – kiedy widzimy tylko dwie strony: bohaterów i zdrajców”. Zdaniem Sobolewskiego Rewers, ukazując różne sposoby przystosowania się do rządów totalitarnych, „apeluje o rozgrzeszenie”.
Zdaniem Bożeny Janickiej „Rewers wpisuje się w tę tradycję naszej kultury, która stanowi przeciwieństwo zasadniczej, solennej, by nie powiedzieć: nadętej”. Janicka porównała film Lankosza i Barta do dwóch wielkich osobowości kultury polskiej: „Witkacego jako dramatopisarza i Andrzeja Munka jako reżysera”. Choć Janicka wyrokowała, że po swym debiucie „w następnym filmie reżyser pójdzie może zupełnie inną drogą”, stwierdzała zarazem, iż „miło pomarzyć, że w pustym do dziś miejscu po Andrzeju Munku mógłby pojawić się ktoś młodszy o dwa pokolenia”. Jakub Majmurek również podkreślał terapeutyczny charakter Rewersu jako filmu wolnego od hegemonicznych narracji o stalinizmie. Zdaniem Majmurka film Lankosza „pozwolił zbadać okres stalinowski (i szerzej, dziedzictwo PRL), od strony snu, fantazmatu, koszmarów jakie polska wspólnota śni na temat tej części naszej historii”.
Zupełnie inną opinię o Rewersie wyraziła Bożena Keff, która ostro krytykowała film za utrwalanie patriarchalnego modelu rodziny i pogardę wobec klasy chłopskiej. Zdaniem Keff „trzy miłe panie, dla których rodzina jest najważniejsza, wiedzą, że w rodzinie z kolei najcenniejszy i najważniejszy jest mężczyzna”, stąd gorączkowe poszukiwanie męża dla Sabiny. Ponadto postać Toporka – chłopa będącego beneficjentem nowego porządku społecznego po 1945 roku – została na tyle negatywnie przedstawiona, że Keff doszukiwała się w filmie Lankosza „manipulacji klasowej”. Keff przypominała, że chłopi dopiero po reformie rolnej z 1944 roku – niesionej akurat przez komunistów – doświadczyli awansu społecznego (po wiekach eksploatacji przez szlachtę i ziemiaństwo), tymczasem film jednoznacznie nakierowuje sympatię widza na reprezentantki inteligencji.

## Nagrody i wyróżnienia
| Rok  | Organizator                                                              | Wyróżnienie                                                          | Laureat                                                |
| ---- | ------------------------------------------------------------------------ | -------------------------------------------------------------------- | ------------------------------------------------------ |
| 2009 | 39. Festiwal Polskich Filmów Fabularnych                                 | Złote Lwy                                                            | Borys Lankosz                                          |
| 2009 | 39. Festiwal Polskich Filmów Fabularnych                                 | Nagroda za zdjęcia                                                   | Marcin Koszałka                                        |
| 2009 | 39. Festiwal Polskich Filmów Fabularnych                                 | Nagroda za muzykę                                                    | Włodzimierz Pawlik                                     |
| 2009 | 39. Festiwal Polskich Filmów Fabularnych                                 | Nagroda za charakteryzację                                           | Mirosława Wojtczak Ludmiła Krawczyk Waldemar Pokromski |
| 2009 | 39. Festiwal Polskich Filmów Fabularnych                                 | Nagroda za pierwszoplanową rolę kobiecą                              | Agata Buzek                                            |
| 2009 | 39. Festiwal Polskich Filmów Fabularnych                                 | Nagroda za drugoplanową rolę męską                                   | Marcin Dorociński                                      |
| 2009 | 39. Festiwal Polskich Filmów Fabularnych                                 | Nagroda Publiczności                                                 | Borys Lankosz                                          |
| 2009 | 39. Festiwal Polskich Filmów Fabularnych                                 | Nagroda Festiwali i Przeglądów Filmu Polskiego za Granicą            | Borys Lankosz                                          |
| 2009 | 39. Festiwal Polskich Filmów Fabularnych                                 | Nagroda Sieci Kin Studyjnych i Lokalnych                             | Borys Lankosz                                          |
| 2009 | 39. Festiwal Polskich Filmów Fabularnych                                 | Don Kichot, Nagroda Polskiej Federacji Dyskusyjnych Klubów Filmowych | Borys Lankosz                                          |
| 2009 | 39. Festiwal Polskich Filmów Fabularnych                                 | Nagroda Dziennikarzy                                                 | Borys Lankosz                                          |
| 2009 | Warszawski Festiwal Filmowy                                              | Nagroda FIPRESCI                                                     | Borys Lankosz                                          |
| 2009 | Międzynarodowy Festiwal Sztuki Autorów Zdjęć Filmowych „Plus Camerimage” | Brązowa Żaba                                                         | Marcin Koszałka                                        |
| 2010 | Tygodnik „Polityka”                                                      | Paszport „Polityki”                                                  | Borys Lankosz                                          |
| 2010 | Ogólnopolski Festiwal Sztuki Filmowej „Prowincjonalia”                   | Jańcio Wodnik za najlepszą rolę kobiecą                              | Agata Buzek                                            |
| 2010 | Ogólnopolski Festiwal Sztuki Filmowej „Prowincjonalia”                   | Jańcio Wodnik za zdjęcia                                             | Marcin Koszałka                                        |
| 2010 | Polskie Nagrody Filmowe                                                  | Najlepszy film                                                       | Borys Lankosz                                          |
| 2010 | Polskie Nagrody Filmowe                                                  | Odkrycie roku                                                        | Borys Lankosz                                          |
| 2010 | Polskie Nagrody Filmowe                                                  | Najlepszy scenariusz                                                 | Andrzej Bart                                           |
| 2010 | Polskie Nagrody Filmowe                                                  | Najlepsza scenografia                                                | Magdalena Dipont Robert Czesak                         |
| 2010 | Polskie Nagrody Filmowe                                                  | Najlepsze kostiumy                                                   | Magdalena Biedrzycka                                   |
| 2010 | Polskie Nagrody Filmowe                                                  | Najlepsza muzyka                                                     | Włodzimierz Pawlik                                     |
| 2010 | Polskie Nagrody Filmowe                                                  | Najlepsza główna rola kobieca                                        | Agata Buzek                                            |
| 2010 | Polskie Nagrody Filmowe                                                  | Najlepsza drugoplanowa rola kobieca                                  | Anna Polony                                            |
| 2010 | Tarnowskie Nagrody Filmowe                                               | Nagroda Specjalna Jury                                               | Borys Lankosz                                          |
| 2010 | Tarnowskie Nagrody Filmowe                                               | Nagroda Publiczności                                                 | Borys Lankosz                                          |
| 2010 | Seattle International Film Festival New Directors Showcase               | Grand Jury Prize dla nowego reżysera                                 | Borys Lankosz                                          |
| 2010 | Międzynarodowy Festiwal Filmowy w Moskwie                                | Nagroda „Srebrny Jerzy” dla najlepszego filmu konkursu „Perspektywy” | Borys Lankosz                                          |
| 2010 | Ogólnopolski Festiwal Filmów Komediowych                                 | Złoty Granat                                                         | Borys Lankosz                                          |
| 2010 | Czasopismo „Film”                                                        | Złota Kaczka dla najlepszej aktorki                                  | Agata Buzek                                            |
| 2010 | Czasopismo „Film”                                                        | Złota Kaczka dla najlepszego scenarzysty                             | Andrzej Bart                                           |
| 2010 | Czasopismo „Film”                                                        | Złota Kaczka dla najlepszego autora zdjęć                            | Marcin Koszałka                                        |
| 2011 | Międzynarodowy Festiwal Filmowy w Pune                                   | Nagroda za reżyserię                                                 | Borys Lankosz                                          |
| 2011 | Festiwal Filmów Polskich „Wisła” w Moskwie                               | Nagroda Główna                                                       | Borys Lankosz                                          |